# نژاد زرد قدیم
نژاد زرد قدیم یک طبقه‌بندی نژادی قدیمی از انسان‌ها است که بر اساس نظریه‌ای رد شده درباره نژادهای بیولوژیکی, استوار است.. در نظریه‌های انسان‌شناسی قرن‌های 19 و 20، نژاد زرد قدیم به عنوان اجداد نژاد زرد جدید دیده می‌شدند. به وجود آمدن اصطلاح نژاد زرد قدیم و جدید بر اساس تغییرات تکاملی نیست بلکه به تغییرات بدن در اثر انطباق با محیط زیست سرد اشاره دارد. در اثر مطابقت با سرما در عصر یخبندان در آسیای شمالی صورت ساکنین این منطقه دارای پستی و بلندی کمتر است و لایه کوچکی از پوست گوشه درونی چشم را می‌پوشاند و پلک ضخیم است. در مقایسه با نژاد زرد جدید، نژاد زرد قدیم دارای صورتی کوچکتر و با پستی و بلندی بیشتر، شکاف پلکی، لب‌های پهن، جرم گوش مرطوب و پر موتر هستند.